# Bernal Heights
Bernal Heights é um bairro da cidade americana de São Francisco, no estado da Califórnia.